# Eddie Mills
Eddie Mills (* 30. Dezember 1972 in Kannapolis, North Carolina) ist ein US-amerikanischer Schauspieler.

## Leben und Leistungen
Mills debütierte in einer Folge der Fernsehserie Full House aus dem Jahr 1994. Im für das Fernsehen produzierten, im selben Jahr veröffentlichten Filmdrama XXX’s & OOO’s spielte er an der Seite von Nia Peeples und Lisa Zane. Im Filmdrama Der Baumflüsterer (1998) verkörperte er einen Außenseiter, die sich in die Tochter (Hilary Swank) des Managers des einst Logan Reeser (Jason Robards) gehörenden Sägewerks verliebt. In der mit zwei Lone Star Film & Television Awards prämierten Komödie Dancer, Texas Pop. 81 (1998) spielte Mills neben Breckin Meyer und Peter Facinelli eine der größeren Rollen. In der Fernsehkomödie Sabrina verhext in Rom (1998) spielte er eine größere Rolle an der Seite von Melissa Joan Hart.
Im Fernsehdrama At Any Cost (2000) übernahm Mills eine der Hauptrollen; eine weitere Hauptrolle spielte er im Filmdrama The Trade (2003). Im Kriminaldrama Artworks (2003), welches einige Festivalpreise erhielt, trat er in einer größeren Rolle an der Seite von Virginia Madsen auf.

## Filmografie (Auswahl)
- 1994: XXX’s & OOO’s
- 1998: Der Baumflüsterer (Heartwood)
- 1998: Dancer, Texas Pop. 81
- 1998: Sabrina verhext in Rom (Sabrina Goes to Rome)
- 1999: Wasteland (Fernsehserie)
- 2000: At Any Cost
- 2003: The Trade
- 2003: Artworks
- 2003: Winter Break
- 2005: Wannabe
- 2007: The Happiest Day of His Life